# Mieczysław Bil-Bilażewski
Mieczysław Bil-Bilażewski (ur. 9 października 1908 w Poznaniu, zm. 2 kwietnia 1965 w Ciborzu) – polski fotograf i fotoreporter, aktor filmowy i radiowy, reżyser i autor zdjęć do filmów dokumentalnych.

## Życiorys
Zaczynał w Poznaniu jako fotoreporter, wykonujący dla tamtejszych gazet zdjęcia ze spektakli teatralnych. W 1930 był jednym z operatorów filmowych, wykonujących zdjęcia lotnicze do filmu Gwiaździsta eskadra (reż. Leonard Buczkowski). W 1932 roku przeniósł się do Warszawy, gdzie otworzył zakład fotograficzny „M. Bil”. Wykonywała zdjęcia portretowe oraz dokumentował życie teatralne. Jak fotosista pracował przy realizacji takich filmów jak Płomienne serca (1937) czy Geniusz sceny (1939). W latach 1938–1939 był reżyserem i autorem zdjęć do filmów dokumentalnych o Gdańsku, Gdyni i Lwowie (Lwów wczoraj i dziś, Szlakiem mew, Nasz port Gdynia, Polska w Gdańsku, Gdynia-Orłowo).

W latach 30. XX wieku pracował w warszawskiej Rozgłośni Polskiego Radia, występując m.in. w audycji Podwieczorek przy mikrofonie. W pracy radiowej wykorzystywał swoje umiejętności parodystyczne, naśladując aktorów oraz zwierzęta,
Podczas II wojny światowej nadal prowadził swój zakład. Dokumentował pracę jawnych teatrów, życie codzienne stolicy oraz niemieckie uroczystości. Na zlecenie władz okupacyjnych wykonywał również zdjęcia w warszawskim getcie. Dodatkowe odbitki przekazywał Armii Krajowej. Następnie wyjechał do rodziny do Wiednia. Po zakończeniu walk powrócił do Polski.
Zdjęcia autorstwa Mieczysława Bil-Bilażewskiego są w posiadaniu Muzeum Powstania Warszawskiego.

## Filmografia
- Pod Twoją obronę (1933) – porucznik
- Każdemu wolno kochać (1933) – tancerz na dancingu „Bodega”
- Zamarłe echo (1934) – turysta Bil, znajomy Zbigniewa Relińskiego
- Pieśniarz Warszawy (1934)
- Młody las (1934) – uczeń Biłażewski
- Córka generała Pankratowa (1934) – oficer na przyjęciu
- Manewry miłosne (1935) – huzar
- Piętro wyżej (1937) – pracownik radia występujący jako konferansjer na balu maskowym
- Pan redaktor szaleje (1937)

## Zdjęcia autorstwa Mieczysława Bil-Bilażewskiego

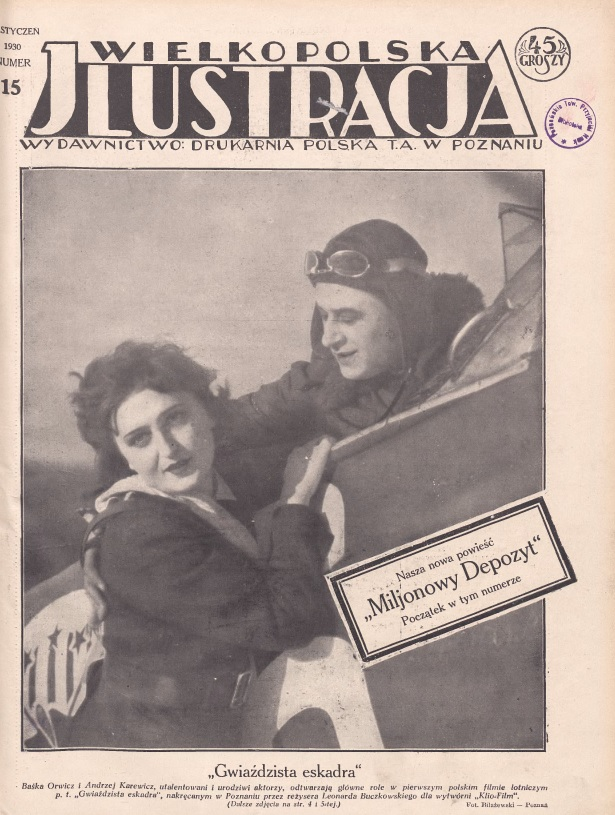
Fotos z filmu Gwiaździsta eskadra (1930)
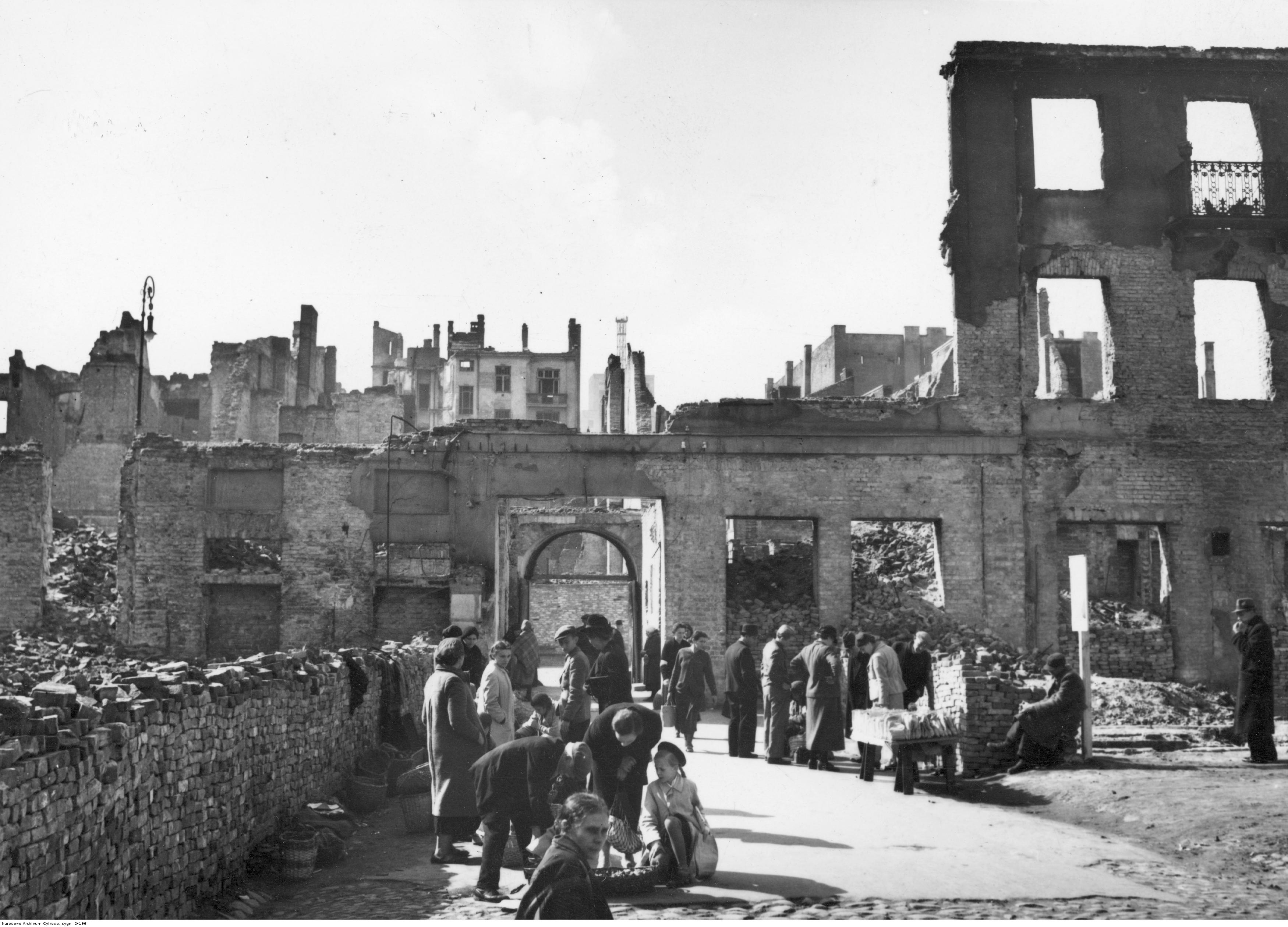
Zrujnowane targowisko na tyłach kamienicy przy ul. Nowy Świat 64 w Warszawie (1939)
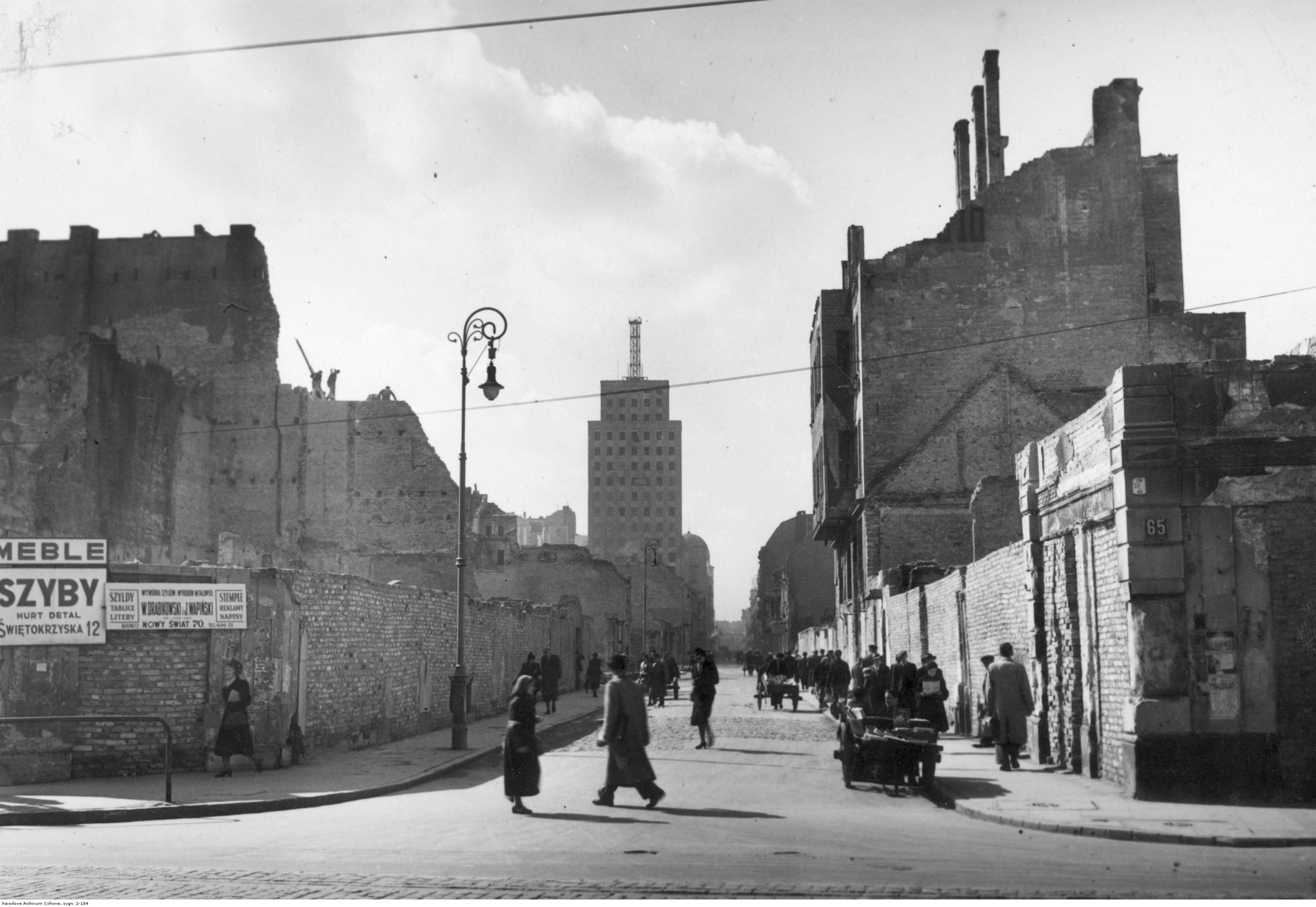
Róg ul. Nowy Świat i Świętokrzyskiej (1939)
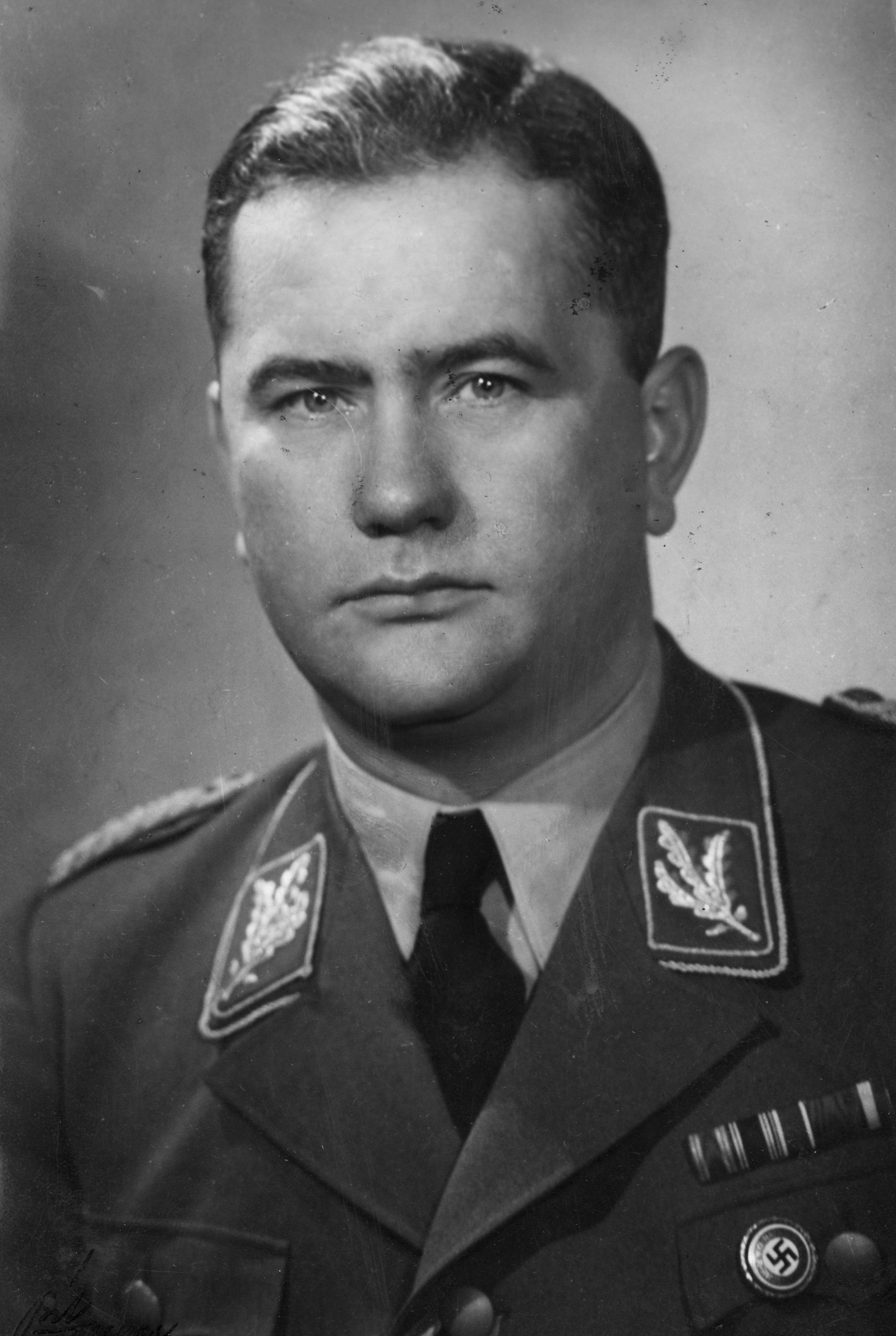
Ludwig Fischer – gubernator dystryktu warszawskiego (pomiędzy 1939 a 1941).